# Anna Leigh Waters

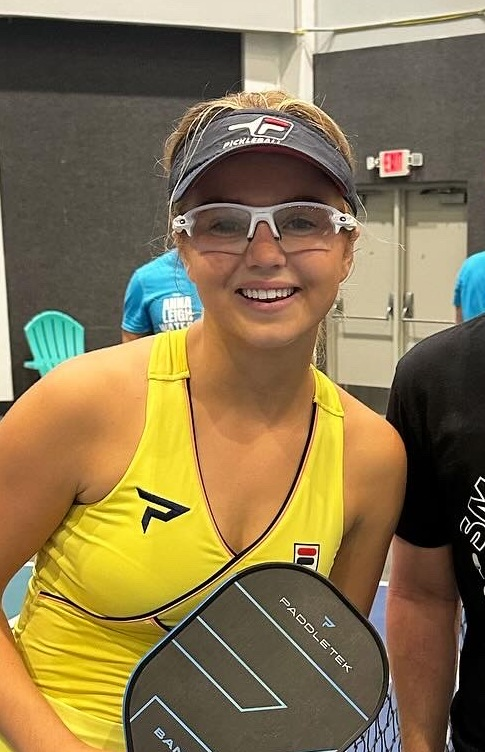
Anna Leigh Waters, 2024

Anna Leigh Waters  (* 26. Januar 2007 in Allentown, Pennsylvania, Vereinigte Staaten) ist eine US-amerikanische Sportlerin. Sie ist 2025 die jüngste Pickleballspielerin weltweit auf Platz 1. Sie gewann mehrere Pickleball-Titel im Einzel, Doppel und Mixed der Damen. Mit zwölf Jahren wurde sie Profi und damit die jüngste professionelle Pickleball-Spielerin und jüngste Pickleball-Meisterin der Geschichte.

## Leben und Werk
Waters ist die Tochter des Golfspielers Stephen Waters und von Leigh Waters. Ihre Mutter war ehemalige Pickleball- und Tennisspielerin an der University of South Carolina. Ihre Mutter trainierte sie und ist gelegentlich ihre Doppelpartnerin.
Waters begann mit zehn Jahren Pickleball zu spielen und wurde mit zwölf Jahren Profispielerin. Sie war derzeit die jüngste professionelle Pickleballspielerin. Im selben Jahr gewann sie zusammen mit Kyle Yates den Mixed-Doppel-Titel bei den US Open Pickleball Championships und wurde jüngste Turniersiegerin. Seitdem hat sie zahlreiche Titel und Auszeichnungen im Einzel, Doppel und Mixed gewonnen. 2022 gewann sie zusammen mit ihrer Mutter die nationale Meisterschaft im Damendoppel. Sie gewann 2024 an der Seite von James W. Johnson Gold im Mixed-Pro-Doppel der US Open Pickleball sowie Gold im Hauptfeld des Damendoppels an der Seite ihrer Mutter.
Sie wird derzeit von der Professional Pickleball Association (PPA) in allen drei Kategorien als weltweit beste Spielerin geführt. Sie ist außerdem die jüngste Spielerin auf der Forbes-30-Under-30-Sports-Liste 2023. Sie gewann am 18. Mai 2025 bei den Atlanta Pickleball Championships die Titel im Dameneinzel, Damendoppel und Mixed-Doppel.